# Vlag van Nagele

Vlag van Nagele

De vlag van Nagele werd in 1991 door het Nederlandse dorp Nagele in gebruik genomen. De vlag is ontworpen door Dorpsbelang Nagele.
De vlag toont drie horizontale banen van blauw, rood en blauw in de verhouding 5:1:2, met in de broektop het dorpswapen. Blauw staat voor water en lucht. De rode baan staat voor de horizon. Het dorpswapen is gevierendeeld in rode en gele vlakken. In het gele vlak rechtsonder is een blauw hunebed opgenomen. Het embleem van het dorpswapen was van de rijke Duitse familie Ahaus. Deze familie had veel land, waaronder Nagele - in hun bezit gedurende de middeleeuwen.

## Verwante afbeelding

Wapen van Nagele

Bant
· Biddinghuizen
· Creil
· Ens
· Espel
· Luttelgeest
· Marknesse
· Nagele
· Rutten
· Tollebeek